# Family Guy (7.ª temporada)
A sétima temporada de Family Guy foi ao ar pela primeira vez na Fox com 16 episódios, iniciando as transmissões em 28 de setembro de 2008 e terminando em 17 de maio de 2009, antes de ser lançado em DVD.[carece de fontes?]
A animação da série de televisão segue a disfuncional família Griffin (pai de Pedro, mãe Luíza, filha de Meg, filho Chris, o bebê Stewie e a sua antropomórfico cão Brian), que residem na cidade de Quahog. O show apresenta as vozes do criador da série, Seth MacFarlane, Alex Borstein, Seth Green, e Mila Kunis nos papéis da família Griffin. Os produtores executivos para a sétima temporada foram David Zuckerman, de MacFarlane, Danny Smith, David Goodman e Chris Sheridan.
A sétima temporada contém algumas das séries mais aclamadas (incluindo o "Estrada para a Alemanha" e "Família Gay") e controversos episódios como "420", o que causou o governo Venezuelano para proibir o show de suas redes. A sétima temporada foi nomeado para um Emmy Award for Outstanding Série de Comédia, fazendo Cara de Família a primeira série de animação a ser indicado nesta categoria desde Os Flintstones em 1961.

## Produção

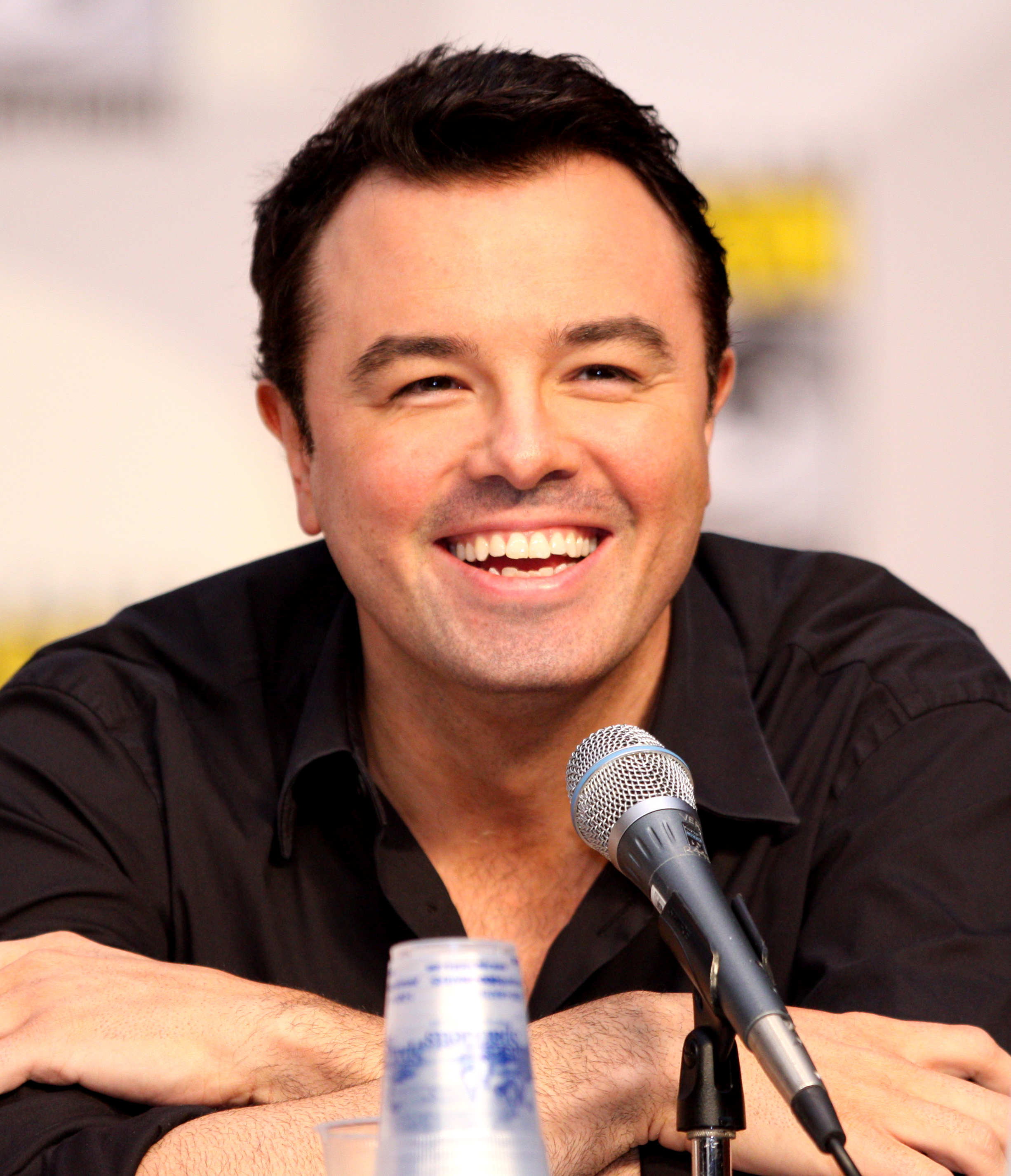
Seth MacFarlane, responsável pela série Family Guy.

A temporada estreou dia 28 de setembro de 2008, com o episódio "Love, Blactually" na Fox Broadcasting Company nos Estados Unidos. Durante a sexta temporada da série, os episódios de Family Guy e American Dad! teve um atraso de transmissão devido à 2007-2008 greve dos Roteiristas americanos. O criador da série e produtor executivo de Seth MacFarlane juntou com o Writers Guild participou da greve até o final. A produção oficial de Family Guy foi interrompida para a maioria de dezembro de 2007. A Fox continuou produzindo episódios sem a aprovação final de MacFarlane; embora ele se recusou a trabalhar no show durante a greve, o seu contrato com a Fox fez com que ele contribua para qualquer episódios posteriormente produzidos. Devido a isso, a maioria dos episódios da sexta temporada teve de ser recomeçado de volta.

## Episódios
| Nº | Nº           | Título                                                      | Diretor(es)     | Escritor(es)              | Data da transmissão     | Código de produção | Audiência (em milhões) |
| Na série | Na temporada | Título                                                      | Diretor(es)     | Escritor(es)              | Data da transmissão     | Código de produção | Audiência (em milhões) |
| --- | ------------ | ----------------------------------------------------------- | --------------- | ------------------------- | ----------------------- | ------------------ | ---------------------- |
| 111 | 1            | "Love, Blactually"                                          | Cyndi Tang      | Mike Henry                | 28 de setembro de 2008  | 6ACX03             | 9.20                   |
| Brian lança seu olhar sobre uma garota chamada Carolyn e segue o conselho de Stewie de levar as coisas devagar com o relacionamento. Isto não funciona e Carolyn acaba ficando com Cleveland Brown. Brian faz de tudo para reconquistá-la, mesmo que isso signifique ficar envolvido com a ex-mulher de Cleveland Brown, Loretta. |              |                                                             |                 |                           |                         |                    |                        |
| 112 | 2            | "I dream of Jesus"                                          | Mike Kim        | Brian Scully              | 5 de outubro de 2008    | 6ACX05             | 8.42                   |
| Peter compra um registro de sua canção favorita "Surfin Bird '", dos The Trashmen. Eventualmente, todos tornam-se tão doente da canção que Stewie e Brian destroem o registro e os toca-discos. Atormentado, Peter vai à loja de discos para comprar outra cópia e descobre que Jesus Cristo trabalha lá como balconista. |              |                                                             |                 |                           |                         |                    |                        |
| 113 | 3            | "Road to Germany" Estrada Para a Alemanha                   | Greg Colton     | Patrick Meighan           | 19 de outubro de 2008   | 6ACX08             | 9.07                   |
| Mort Goldman acidentalmente pisa na máquina do tempo de Stewie (confundindo-a com um banheiro) e volta à Polônia em 1939. Stewie, Brian e Mort deve fazer uma perigosa viagem para a Alemanha nazista para encontrar seu caminho de volta para o presente. |              |                                                             |                 |                           |                         |                    |                        |
| 114 | 4            | "Baby Not on Board" Bebê não Está a Bordo                   | Julius Wu       | Mark Hentemann            | 2 de novembro de 2008   | 6ACX07             | 9.97                   |
| Peter recebe um ano de fornecimento de gasolina depois de afirmar que Chris foi assediado sexualmente enquanto estava trabalhando na loja de conveniência e a família planeja uma viagem para o Grand Canyon. Enquanto Lois chama Peter para fora para conversar sobre suas travessuras infantis botem ele e sua família em perigo, Stewie descobre que Lois o deixou sozinho em casa e deve fazer tudo o que puder para manter a casa em ordem. |              |                                                             |                 |                           |                         |                    |                        |
| 115 | 5            | "The Man with Two Brians"                                   | Dominic Bianchi | John Viener               | 9 de novembro de 2008   | 6ACX09             | 8.60                   |
| Peter percebe que Brian está envelhecendo e adota um novo cachorro para substituí-lo, chamado "Novo Brian". Sendo positivo e engraçado todo o momento, o cachorro acaba fazendo com que a família deixe o original de lado. Percebendo isso, Stewie e Brian resolvem tirar o falseta de cena. Stewie mata o cachorro e deixa uma nota de suicídio, pretendendo que fosse do cachorro. Os Griffins aceitam Brian de volta e tudo volta ao normal. |              |                                                             |                 |                           |                         |                    |                        |
| 116 | 6            | "Tales of a Third Grade Nothing" Quero me Formar            | Jerry Langford  | Alex Carter               | 16 de Novembro de 2008  | 6ACX10             | 8.52                   |
| Peter tenta conseguir uma promoção por impressionar sua chefe Angela, o que leva a ele explodir parte de um hospital infantil. Peter, então, percebe que ele precisa concluir o terceiro grau para ser capaz de conseguir a promoção fazendo com que ele retorne para a escola. Ele logo começa a se arrepender de estar lá e persebe que só vai conseguir passar na escola se ganhar um concurso de soletração. Depois, Peter retorna ao seu trabalho para obter a sua promoção, mas Angela informa que ele será preso por explodir o hospital. |              |                                                             |                 |                           |                         |                    |                        |
| 117 | 7            | "Ocean's Three and a Half" Três Homens e Meio e um Segredo  | John Holmquist  | Cherry Chevapravatdumrong | 15 de Fevereiro de 2009 | 6ACX11             | 7.33                   |
| Bonnie finalmente dá à luz seu bebê, uma bela garota chamada Susie, Joe porém não é capaz de pagar o dinheiro que precisa nas suas contas médicas. Ele tenta conseguir o dinheiro, mas acaba em dívida. Peter e seus amigos pedem para Carter o dinheiro para pagar a dívida, mas Carter recusa. Num ato final de desespero, Peter propõe roubar Carter. No entanto, Lois chega na cena e Joe convence a parar. Lois convence Carter a entregar o dinheiro para Joe, dizendo-lhe que ela irá usar para um advogado de divórcio, quando Peter pergunta se ela está brincando, Lois não diz nada, deixando Peter um pouco preocupado. |              |                                                             |                 |                           |                         |                    |                        |
| 118 | 8            | "Family Gay" Um Gay da Pesada                               | Brian Iles      | Richard Appel             | 8 de Março de 2009      | 6ACX12             | 7.18                   |
| Peter participa de alguns experimentos médicos para pagar uma dívida. Uma delas faz com que Peter seja injetado com o "gene gay". Como resultado, Peter se torna gay e acaba em um relacionamento gay, deixando Lois eo resto de sua família com o coração partido. Vendo como Lois está triste,Brian e Stewie colocam Peter, em um acampamento hetero para traze-lo de volta. Quando Lois descobre onde Peter está, Ela o tira de lá e diz que Peter tem o direito de ser feliz com quem ele quiser. Mais tarde naquela noite o gene gay perde o efeito quando Peter estava transando com onze homens,ele retorna logo depois para sua família. |              |                                                             |                 |                           |                         |                    |                        |
| 119 | 9            | "The Juice Is Loose"                                        | Cyndi Tang      | Andrew Goldberg           | 15 de Março de 2009     | 6ACX13             | 7.21                   |
| Peter ganha um bilhete numa rifa e ganha uma jogo de golfe com OJ Simpson, mas ele não sabe da acusação de Simpson pelo assassinato de duas pessoas. Ele logo se torna amigo de Simpson e o leva para sua casa para que ele possa conhecer a sua família. Logo todos sabem que Simpson está em Quahog e os moradores da cidade tentar tirar Simpson de lá. Desesperado por um lugar para viver sem ser incomodado, Simpson faz um discurso emocionante, mostrando que ele é tão imperfeito como todos os outros, fazendo com que os moradores de Quahog pesão desculpas. Uma fração de segundo depois, Simpson pega uma faca e mata três pessoas antes de fugir. A multidão passa a perseguir OJ Simpson. |              |                                                             |                 |                           |                         |                    |                        |
| 120 | 10           | "Fox-y Lady" A Grande Reportagem                            | Pete Michels    | Matt Fleckenstein         | 22 de Março de 2009     | 6ACX14             | 7.45                   |
| Lois consegue um emprego na Fox News, embora Brian avisa a ela que o canal é uma rede fortemente incriminadora. Em seu primeiro dia, ela é designad para fazer uma reportagem sobre Michael Moore para provar que ele é gay. Quando ela está do lado de fora da casa de Michael Moore, ela vê Rush Limbaugh saindo, levando-a a concluir que Limbaugh e Moore estão tendo um relacionamento. No entanto, a Fox News se recusa a permitir que qualquer material contra Rush Limbaugh seja transmitido, fazendo Lois perceber que Brian estava certo sobre a emissora. Os dois decidem mostrar a história para todo mundo com suas próprias mãos e filmar Michael Moore e Rush Limbaugh nus no qurto, porém ela percebe que os dois foram criados por Fred Savage. A Lois ela decide não revelar a história. No final, Lois percebe que não serve para repórter, mas ela não se preocupa em revelar como ou por que, já que ninguém realmente se importa. |              |                                                             |                 |                           |                         |                    |                        |
| 121 | 11           | "Not All Dogs Go to Heaven" Nem Todos os Cães Merecem o Céu | Greg Colton     | Danny Smith               | 29 de Março de 2009     | 6ACX17             | 8.20                   |
| Meg pega caxumba quando os Griffin vão a convenção anual de Star Trek em Quahog. porque Peter a forçou a ficar perto de um atendente irresponsável com caxumba para uma foto, Meg se torna uma cristã renascida depois de assistir a Kirk Cameron na televisão, e começa a deixar todos malucos com suas crenças. Meg fica chocada ao descobrir que Brian é um ateu. Ela tenta convencê-lo a se arrepender e se converter ao Cristianismo, porém ele seguidas vezes recusa.omando medidas drásticas, Meg espalha a informação de seu ateísmo para toda Quahog, fazendo de Brian um excluído social.Brian é banido de todos os bares e lojas de conveniência na cidade, Desesperado, e sofrendo de delirium tremens, Brian finge estar arrependido e convence Meg a cessar todas as hostilidades contra ele para poder beber novamente. |              |                                                             |                 |                           |                         |                    |                        |
| 122 | 12           | "420"                                                       | Julius Wu       | Patrick Meighan           | 19 de Abril de 2009     | 6ACX16             | 7.40                   |
| 123 | 13           | "Stew-Roids"                                                | Jerry Langford  | Alec Sulkin               | 26 de Abril de 2009     | ACX18              | 6.80                   |
| 124 | 14           | "We Love You, Conrad"                                       | John Holmquist  | Cherry Chevapravatdumrong | 3 de Maio de 2009       | 6ACX19             | 6.67                   |
| 125 | 15           | "Three Kings" O Rei do Suspense                             | Dominic Bianchi | Alec Sulkin               | 10 de Maio de 2009      | 6ACX15             | 6.47                   |
| 126 | 16           | "Peter's Progress"                                          | Brian Iles      | Wellesley Wild            | 17 de Maio de 2009      | 6ACX20             | 7.33                   |